# كارولين ويلسون
كارولين ويلسون (بالإنجليزية: Caroline Wilson)‏ هي معلقة رياضية وصحفية أسترالية، ولدت في 7 يونيو 1960 في ملبورن في أستراليا.